# 大西洋犀鳕
大西洋犀鳕（学名：Bregmaceros atlanticus）为輻鰭魚綱鱈形目犀鳕科犀鳕属的鱼类，俗名日本犀鳕、麦氏犀鳕。分布于印度洋的孟加拉湾、阿拉伯海、在大西洋自西非几内亚湾到加勒比海、和太平洋巴拿马湾到菲律宾以及浙江舟山群岛以南东中国海、到广西及海南岛的北部湾等海区等，属于环赤道型的小型远洋上层海鱼类，體長可達6.7公分，以浮游生物為食，生活習性不明。该物种的模式产地在西印度群岛。

## 扩展阅读
維基物種上的相關：大西洋犀鳕